# ک-ک-ک-کیتی
ک-ک-ک-کیتی (به انگلیسی: K-K-K-Katy) ترانه‌ای محبوب در زمان جنگ جهانی اول بود که توسط گفوری اوهارا در سال ۱۹۱۷ نوشته شد و در سال ۱۹۱۸ هم منتشر شد. شیت میوزیک این ترانه را به صورت «ترانه‌ای احساسی راجع به لکنت زبان که توسط سربازان و ملوانان خوانده می‌شود» و همچنین «ترانه احساسی جدید راجع به لکنت زبان» معرفی کرده بود. این ترانه داستان شخصی به نام جیمی را بازگو می‌کند که سربازی «جوان و جسور» است و در حین صحبت‌کردن با دخترها دچار لکنت زبان می‌شود. در نهایت او موفق به صحبت کردن با کیتی، «دختری با موهای طلایی»، دختر مورد علاقهٔ خود می‌شود. ترجیع‌بند ترانه بدین صورت است:
ک-ک-ک-کیتی، کیتی زیبا
تو تنها دختری هستی که سخت عاشقش هستم
وقتی که م-م-م-مهتاب
روی گاودانی می‌تابد
جلوی در آ-آ-آ-آشپزخانه منتظرت خواهم بود.
این ترانه در ۸ مارس ۱۹۱۸ توسط Billy Murray ضبط شد و با لیبل Victor 18455 منتشر شد. در جنگ جهانی دوم، که آهنگ‌های جنگ جهانی اول مجدداً محبوب شده بودند، این ترانه هم دوباره وارد فرهنگ عامه شد.